# Bruce Ellington
Bruce Ellington (Moncks Corner, 22 agosto 1991) è un giocatore di football americano statunitense che gioca nel ruolo di wide receiver per i Houston Texans della National Football League (NFL). Fu scelto nel corso del quarto giro (106º assoluto) del Draft NFL 2014. Al college ha giocato a football alla South Carolina University

## Carriera professionistica

### San Francisco 49ers
Ellington fu scelto dai San Francisco 49ers nel corso del quarto giro del Draft 2014. Debuttò come professionista subentrando nella vittoria della settimana 1 contro i Dallas Cowboys. Il primo touchdown in carriera lo ricevette da Colin Kaepernick nella settimana 9 contro i Denver Broncos. Nel penultimo turno segnò un TD su ricezione e uno su corsa contro i Chargers. La sua stagione da rookie si concluse con 6 ricezioni per 62 yard in 13 presenze, nessuna delle quali come titolare.

## Statistiche
| Partite                | 13 |
| Partite da titolare    | 0  |
| Ricezioni              | 6  |
| Yard ricevute          | 62 |
| Touchdown su ricezione | 2  |

Statistiche aggiornate alla stagione 2014